# Marquivillers
Marquivillers (picardisch: Marquivilé) ist eine nordfranzösische Gemeinde mit 187 Einwohnern (Stand 1. Januar 2022) im Département Somme in der Region Hauts-de-France. Die Gemeinde liegt im Arrondissement Montdidier und gehört zum Kanton Roye.

## Geographie
Die Gemeinde liegt in der Landschaft Santerre rund 11 km nordöstlich von Montdidier unweit der Départementsstraße D68 und an der Départementsstraße D133. Das Gemeindegebiet erstreckt sich im Norden bis an die Avre.

## Geschichte
Die Gemeinde erhielt als Auszeichnung das Croix de guerre 1914–1918.

## Einwohner
| 1962 | 1968 | 1975 | 1982 | 1990 | 1999 | 2006 | 2010 |
| ---- | ---- | ---- | ---- | ---- | ---- | ---- | ---- |
| 211  | 178  | 157  | 171  | 155  | 161  | 156  | 155  |

## Verwaltung
Bürgermeister (maire) ist seit 2008 Jérôme Le Révérend.	

## Sehenswürdigkeiten
- Kirche Saint-Aubin
- Kriegerdenkmal

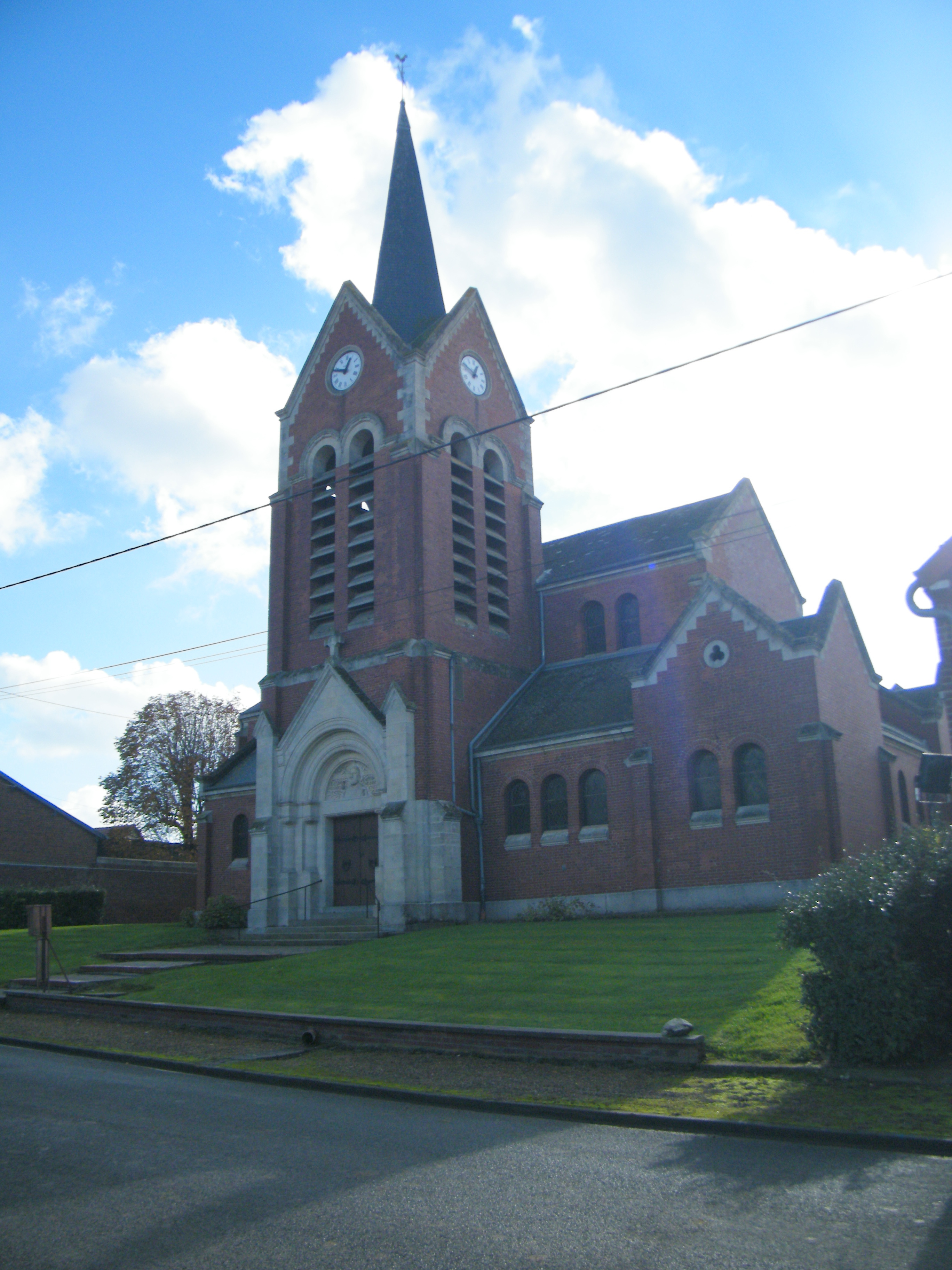
Kirche Saint-Aubin

- Kreuzigungsgruppe am Westausgang des Dorfs